# Pont sur la Garonne de Gourdan-Polignan
Le pont de Gourdan-Polignan pont en pierre situé sur les communes de Gourdan-Polignan et Montréjeau dans le département de Haute-Garonne et la région Occitanie en France.

## Géographie
Pont routier qui franchit la Garonne entre les communes de Gourdan-Polignan et Montréjeau sur route nationale 125.

## Historique
Le pont routier remplace un pont de bois qui a été détruit par les inondations de la Garonne de 1772 puis de 1787.
Le pont routier est constitué de 5 arches surbaissées et complété latéralement de deux arches en plein cintre.
Pont sur la Garonne de Gourdan-Polignan est inscrit au titre des monuments historiques par arrêté du 21 décembre 1984.